# Oceanic (álbum)
Oceanic es el decimoséptimo álbum del compositor de música electrónica Vangelis, publicado en 1996.
La portada del disco fue diseñada por Vangelis con Alwyn Clayden, el tema que cierra el álbum, "Song of the Seas", fue lanzado como sencillo primario de difusión.
Este álbum fue nominado a los Premios Grammy, aunque no se pudo alzar con el galardón.

## Lista de temas
1. "Bon Voyage" - 2:33
2. "Sirens' Whispering" - 7:59
3. "Dreams of Surf" - 2:43
4. "Spanish Harbour" - 6:42
5. "Islands of the Orient" - 7:24
6. "Fields of Coral" - 7:44
7. "Aquatic Dance" - 3:44
8. "Memories of Blue" - 5:40
9. "Song of the Seas" - 6:12

## Personal
- Vangelis - autor, arreglador, intérprete, portada, productor
- Frederick Rousseau - coproductor
- Alwyn Clayden - portada